# 1481 en Angleterre
Chronologie de l'Angleterre
- 1477
- 1478
- 1479
- 1480
- 1481
- 1482
- 1483
- 1484
- 1485

Cette page concerne l'année 1481 du calendrier julien.

## Naissances en 1481
- Date inconnue : 
  - Richard Grey, 3e comte de Kent
  - Thomas Stanley, 2e comte de Derby
  - Humphrey Wingfield, speaker de la Chambre des communes

## Décès en 1481
- 5 mai : Thomas Billing, juge
- 23 août : Thomas Littleton, juge
- 18 octobre : Richard Beauchamp, évêque de Salisbury
- 19 novembre : Anne de Mowbray, 8e comtesse de Norfolk
- Date inconnue :
  - Gilbert Debenham, chevalier
  - John Wingfield, chevalier
  - Marie Woodville, comtesse de Pembroke